# Аборти в Латвії
Аборти в Латвії законні за запитом жінки впродовж перших 12 тижнів вагітності, а за медичними показаннями до 22 тижнів. Коли Латвія була республікою СРСР, аборти регулювалися урядом Радянського Союзу. Уряд Латвії має "дослідницьку систему", яка дозволяє збирати інформацію про кількість абортів.

Правовий статус абортів у світі:
Легальний
Легальний при зґвалтуванні та за медико-соціальними показниками
Легальний у випадках (або заборонений, окрім випадків) зґвалтування, медико-соціальних протипоказань
Заборонений, окрім випадків зґвалтування та медико-соціальних протипоказань
Заборонений, окрім випадків загрозі життю жінки, та при наявності психічних і патологічних протипоказань
Заборонений без виключень
Відмінності за регіонами
Відсутні дані

## Історія
Починаючи з 21 липня 1940 року Латвія була відома як Латвійська Радянська Соціалістична Республіка і в ній діяло законодавство про аборти Радянського Союзу (СРСР). 27 червня 1936 року в СРСР заборонили аборти, за винятком небезпеки для життя матері, або якщо майбутня дитина могла успадкувати важке захворювання від батьків. Згідно з цим законом, аборти мали виконувати в пологових будинках і лікарнях, а лікарі, які нехтували цим приписом, ризикували позбавленням волі на строк від 1 до 2 років.
23 листопада 1955 року уряд СРСР видав указ, який зробив доступними аборти за запитом. Пізніше того ж року строк виконання абортів за запитом обмежили першими 3-ма місяцями вагітності, за винятком загрози для життя жінки під час пологів. Медикам дозволено було робити аборти тільки в лікарнях. Це була платна процедура, за винятком небезпеки для життя вагітної. Якщо лікар проводив аборт поза лікарнею, то його могли засудити на 1 рік. Якщо людина, яка здійснювала аборт, не мала медичної освіти, її могли посадити у в'язницю на 2 роки. Якщо вагітна жінка зазнавала серйозних травм або вмирала, то строк ув'язнення міг зрости до 8 років.
Уряд СРСР був стурбований кількістю незаконних абортів і намагався зменшити їх застосування. 31 грудня 1987 року Радянський Союз оголосив, що він дозволить багатьом медичним установам проводити аборти до 28 тижня вагітності. Частота абортів зросла і станом на 1996 рік їх кількість становила 44,1 на 1000 жінок.
Дослідження плідності і сім'ї 1995 року встановило, що 30% жінок віком 25 років принаймні один раз робили аборт. Уряд Латвії занепокоєний рівнем абортів і заохочує збільшення народжуваності.
Кампанія під назвою "За життя" (латвійською "Par dzīvību") має на меті скоротити число абортів у Латвії. 1991 року було 34633 народження і 44886 абортів, але ця кількість скорочується починаючи з 1999 року. У 2011 році виконано близько 7000 абортів.
Станом на  2010 рік кількість абортів становила 15,6 на 1000 жінок віком від 15 до 44 років.